# Brněnský Devětsil
Brněnský Devětsil (plným názvem Brněnský Devětsil, svaz pro propagaci a tvorbu novodobé činné kultury) byl pobočné sdružení uměleckého svazu Devětsil; působil v Brně od roku 1923 do roku 1927. Stejně jako pražský Devětsil bylo i brněnské sdružení komunisticky orientováno a tvořilo protiváhu brněnské Literární skupině.

## Historie a činnost
Jedním z iniciátorů Brněnského devětsilu byl Artuš Černík. Ten pracoval od počátku 20. lete 20. století do roku 1922 v redakci brněnské Rovnosti (od roku 1921 orgán komunistické strany na Moravě) a v roce 1921 se přestěhoval do Brna. Ke spolupráci s Rovností se mu podařilo získat mj. Jaroslava Seiferta a Františka Halase. Sám Seifert oceňoval ve svých vzpomínkách Černíka jako „...duši k nezaplacení...“ a uvedl, že mluvil a psal francouzsky a německy, byl dobrý novinář i organizátor. Tak byla navázána spolupráce mezi pražskou a brněnskou levicovou (komunistickou) avantgardou.
Brněnský Devětsil byl založen 15. prosince 1923, úředně byl schválen 3. března a valná hromada se konala 23. března 1924. Zakládajícími členy byli básník a kritik Artuš Černík, básník František Halas, filmový a divadelní kritik Ctibor Haluza, redaktor, překladatel a básník Vincenc Nečas, básník Jaroslav Seifert, výtvarný a divadelní kritik Jaroslav Bohumír Svrček, marxistický literární teoretik a kritik Bedřich Václavek, literární historička Jaroslava Václavková–Nickmannová. Prvním předsedou se stal Bedřich Václavek.
Ve své činnosti se Brněnský Devětsil zajímal především o filmovou tvorbu, protože Artuš Černík byl jedním z prvních u nás, kdo psali filmové kritiky. K filmové tvorbě odkazuje i název časopisu Pásmo. Při oslovování cizích tvůrců dosáhl Brněnský Devětsil toho, že čestné členství přijali i Charlie Chaplin a Douglas Fairbanks.
Pro pražský Devětsil mělo brněnské sdružení význam především proto, že vydávalo vlastní časopis v době, kdy pražský Devětsil tuto možnosti neměl. Svou činnost ukončil Brněnský Devětsil usnesením valné hromady 23. června 1927. Členové, kteří ještě nebyli členy KSČ, do ní vstoupili.

## Časopis Pásmo

### Zahájení činnosti
V březnu 1924 začal Brněnský Devětsil vydávat časopis Pásmo. První číslo obsahovalo mj. příspěvky Karla Teigeho, Jindřicha Honzla, Artuše Černíka a Bedřicha Václavka. Časopis označovaný jako „moderní leták“ se věnoval poetismu, kinematografii, ale i divadlu a architektuře.

### Dosti Wolkera!
V dvojčísle 7-8 z roku 1925 zveřejnilo Pásmo mj. výzvu Dosti Wolkera. Článek vyšel nepodepsán, jeho autory byli Artuš Černík, Bedřich Václavek a František Halas. Autoři se domnívali, že povýšení Wolkera na „největšího básníka generace“ je trikem měšťáků, kteří si ho přivlastnili.
Výzva Dosti Wolkera se setkala s negativním přijetím. Např. kritik Miroslav Rutte (iniciály M. R.) zveřejnil v Národních listech o tomto dvojčísle ironizující článek, ve kterém se též proti stati Dosti Wolkera ostře vyslovil.

### Ukončení činnosti
Poslední číslo časopisu Pásmo vyšlo v Brně 25. února 1925. Celkem vyšlo 14 čísel; Národní knihovna ČR neumožňuje jejich zapůjčení z důvodu poškození.